# Bruchus rufipes
Bruchus rufipes es una especie de escarabajo del género Bruchus, familia Chrysomelidae. Fue descrita científicamente por Herbst en 1783.
Habita en Reino Unido, Francia, Portugal, Alemania, España, Países Bajos, Italia, Austria, Grecia, Suiza, Ucrania, Siria, Bélgica y Turquía.